# Droga wojewódzka nr 971
Droga wojewódzka nr 971 – droga wojewódzka o długości 38 km łącząca DK87 w m. Piwniczna-Zdrój z DW981 w m. Krynica-Zdrój. Droga w całości biegnie na terenie powiatu nowosądeckiego.

## Średni dobowy ruch w punktach pomiarowych na drodze wojewódzkiej nr 971 w 2005 r.[1]
| Odcinek drogi         | Pikietaż początku odcinka drogi | Pikietaż końca odcinka drogi | Długość odcinka drogi | Pikietaż punktu pomiarowego | Miejscowość               | SDR 2005 |
| --------------------- | ------------------------------- | ---------------------------- | --------------------- | --------------------------- | ------------------------- | -------- |
| Krynica (Miasto)      | 0,0                             | 4,7                          | 4,7                   | 1,1                         | Krynica ul. Kraszewskiego | 8849     |
| Krynica – Muszyna     | 4,7                             | 11,2                         | 6,5                   | 6,2                         | Powroźnik                 | 3865     |
| Muszyna – Żegiestów   | 11,2                            | 23,0                         | 11,8                  | 21,8                        | Żegiestów                 | 1057     |
| Żegiestów – Piwniczna | 23,0                            | 38,4                         | 15,4                  | 37,9                        | Piwniczna                 | 2811     |

## Średni dobowy ruch w punktach pomiarowych na drodze wojewódzkiej nr 971 w 2020 r.[2]
| Odcinek drogi                 | Pikietaż początku odcinka drogi | Pikietaż końca odcinka drogi | Długość odcinka drogi | Pikietaż punktu pomiarowego | Miejscowość               | SDR 2005 |
| ----------------------------- | ------------------------------- | ---------------------------- | --------------------- | --------------------------- | ------------------------- | -------- |
| Krynica -Zdrój (przejście)    | 0,000                           | 4,700                        | 4,700                 | 1,100                       | Krynica ul. Kraszewskiego | 9956     |
| Krynica – Muszyna             | 4,700                           | 11,200                       | 6,500                 | 6,200                       | Powroźnik                 | 8000     |
| Muszyna – Żegiestów           | 11,200                          | 23,065                       | 11,865                | 21,800                      | Żegiestów                 | 2122     |
| Żegiestów – Piwniczna (DK 87) | 23,065                          | 35,498                       | 12,433                | 37,900                      | Piwniczna                 | 2023     |

## Miejscowości leżące przy trasie DW971
- Piwniczna-Zdrój
- Wierchomla Wielka
- Zubrzyk
- Żegiestów
- Andrzejówka
- Milik
- Muszyna
- Powroźnik
- Krynica-Zdrój